# Kathleen Raine
Kathleen Jessie Raine, född 14 juni 1908, död 6 juli 2003, var en brittisk poet och kritiker.
Raines första diktsamling var Stone and Flower (1943). Hennes dikter är enkla och rena till formen, och uttrycker hennes upplevelse av naturens helighet med ett bildspråk fullt av symbolik. Raine var väl insatt i både den platoniska och den kristna traditionen, och såg sig själv som en "civilisationens försvarare i en ond tid". Hennes Collected poems (1981) innehåller dikter från elva tidigare samlingar.
Raine var också essäist och gav ut verk om William Blake och William Butler Yeats. 1973–1977 gav hon ut en självbiografi i tre volymer, samlade i Autobiographies (1991).

## Böcker på svenska
- Den osedda rosen (i tolkning av Lasse Söderberg, Rut Hillarp och Erik Lindegren) (Ellerström, 1988)